# Polytelis anthopeplus
Polytelis anthopeplus là một loài chim trong họ Psittacidae.